# Mattiastrum
- Commons
- Wikispecies

Mattiastrum é um gênero de plantas pertencente à família Boraginaceae.